# Rodezotettix sofiae
Rodezotettix sofiae är en insektsart som beskrevs av Della Giustina och Wilson 1995. Rodezotettix sofiae ingår i släktet Rodezotettix och familjen dvärgstritar. Inga underarter finns listade i Catalogue of Life.